# Microterys tymi
Microterys tymi är en stekelart som beskrevs av Pilipyuk och Sugonjaev 1971. Microterys tymi ingår i släktet Microterys och familjen sköldlussteklar. Inga underarter finns listade i Catalogue of Life.